# 산남동 (청주시)
산남동(山南洞)은 충청북도 청주시 서원구에 있는 동이다.

## 개요
청주시의 남쪽에 있고, 분평동, 수곡동, 성화동, 미평동, 개신동, 남이면 가마리와 접한다.
원래 청주군 남주내면 지역으로, 구룡산 남쪽 마을이라 하여 산남이라 하였다. 1914년 일제에 의해 시행된 행정구역 통폐합에 따라 남주내면의 산직리, 신곡리 일원과 탑동리, 분동리의 일부를 병합하여 청주군 사주면) 산남리가 되었다. 1946년 청주군이 청원군으로 개칭되어 청원군 사주면 관할이 되었으며, 1963년 청원군에서 청주시로 편입됨에 따라 산남동으로 개칭되어 산미분수곡동이 되었다가, 수곡동의 인구가 늘어나면서 산미분장동 관할의 법정동이 되었다. 2008년 행정동으로 신설된 산남동 관할로 바뀌었다. 마을 주위에 국도 제17호선, 1순환로, 구룡산로가 있다. 인근에 청주지방법원, 청주지방검찰청, 청주여자교도소, 충청북도교육청, 청주교육지원청, 산남고등학교, 산남중학교, 산남초등학교, 샛별초등학교 등이 있다. 2014년 청주시, 청원군 통합으로 서원구로 개편되었다.

## 산남3지구
원래 이곳은 과거에 산과 풀밭이었다. 하지만 청주시의 인구가 늘자 이곳을 개발할 계획을 세웠다. 원흥이방죽과 생태공원이 있어 생태계가 파괴된다는 주장이 있었지만, 생태공원은 원흥이생태공원으로 유지하기로 했다. 그리고 인근에 대규모 아파트 단지와 청주지방법원, 청주지방검찰청이 이전하였다. 인구는 서원구에서 성화개신죽림동, 분평동에 이어 3번째로 많다.

### 아파트
| 단지명              | 건설사         | 시행사         | 주소                | 입주        | 비고 |
| ------------------- | -------------- | -------------- | ------------------- | ----------- | ---- |
| 산남 1차 대원칸타빌 | ㈜대원         | ㈜대원         | 서원구 두꺼비로 63  | 2007년 4월  |      |
| 산남 2차 대원칸타빌 | ㈜자영         | ㈜자영         | 서원구 산미로 143   | 2007년 4월  |      |
| 산남 리슈빌         | 계룡건설산업   | 계룡건설산업   | 서원구 산남로 23    | 2007년 2월  |      |
| 산남 푸르지오       | 대우건설       | 대우건설       | 서원구 두꺼비로 53  | 2007년 4월  |      |
| 산남 현진에버빌     | ㈜현진         | 현진에버빌㈜   | 서원구 탑골로 6     | 2006년 12월 |      |
| 산남 퀸덤           | ㈜영조주택     | 아주산업개발㈜ | 서원구 두꺼비로 93  | 2007년 1월  |      |
| 산남 유승한내들     | ㈜유승종합건설 | ㈜유승종합건설 | 서원구 두꺼비로 109 | 2007년 7월  |      |
| 산남 사랑으로 부영  | ㈜부영         | ㈜부영         | 서원구 원흥로 14    | 2007년 4월  |      |

## 역사
- 1914년 충청북도 청주군 사주면 산남리
- 1946년 충청북도 청원군 사주면 산남리
- 1963년 충청북도 청주시 산미분수곡동
- 1992년 충청북도 청주시 산미분장동
- 1995년 충청북도 청주시 흥덕구 산미분장동
- 2008년 충청북도 청주시 흥덕구 산남동
- 2014년 충청북도 청주시 서원구 산남동

## 법정동
- 산남동(山南洞)
- 미평동(米坪洞) 일부
- 분평동(粉坪洞) 일부

## 기관
- 청주교육지원청 제1청사
- 청주지방법원
- 청주지방검찰청

## 문화
- 두꺼비생태공원
- 두꺼비생태문화관
- CJB 미디어센터

## 교육
- 산남초등학교
- 샛별초등학교
- 산남중학교
- 산남고등학교
- 청주교육지원청